# Strana národní unie (USA)

Abraham Lincoln

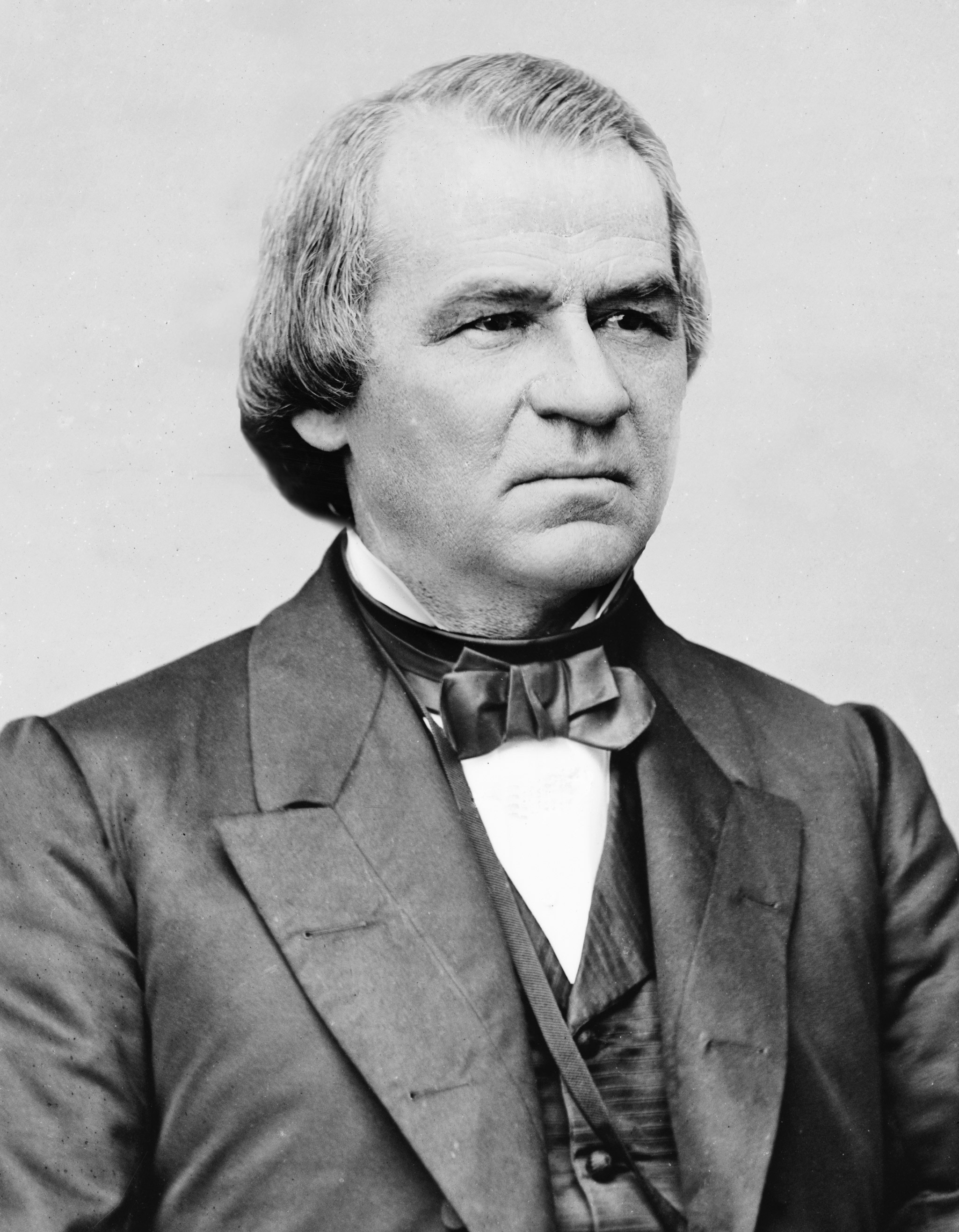
Andrew Johnson

Strana národní unie (anglicky National Union Party) byla politická strana ve Spojených státech amerických v letech 1864–1868. Strana představovala alianci členů republikánů, kteří podporovali tehdejšího úřadujícího prezidenta Abrahama Lincolna a severních demokratů, během a po Americké občanské válce. Skupina též sdružovala několik jižanů, kteří byli proti Konfederaci, jako např. Andrew Johnson.
Ideologicky se strana hlásila k nacionalismu a abolicionismu (zrušení otroctví), politicky byla stranou středovou.

## Prezidenti USA
Strana vygenerovala dva prezidenty USA, 16. Abrahama Lincolna, který byl v prvním funkčním období republikánem, a 17. v pořadí Andrewa Johnsona, který se úřadu ujal z pozice viceprezidenta po Lincolnově smrti.
Volby prezidenta 1864
Zvoleným kandidátem na prezidenta USA za Stranu národní unie v prezidentských volbách v roce 1864 byl
Abraham Lincoln. Druhý kandidát na prezidenta Andrew Johnson se stal viceprezidentem.